# 2M
2M Television ist der zweite öffentliche Fernsehkanal Marokkos und ging erstmals am 4. März 1989 auf Sendung.

## Geschichte des Fernsehsenders
Im Jahr 1988 schloss das Unternehmen SOREAD einen Rahmenvertrag mit dem marokkanischen Staat, der ihm ermöglichte, einen terrestrischen Fernsehkanal auf dem marokkanischen Staatsgebiet zu betreiben, dies erlaubte den Sendestart im Jahr 1989. Anfangs wurden die Programme noch verschlüsselt ausgestrahlt.
Kurz nach dem Start wurde der Kanal sehr populär, aber er bewegte sich in einem komplexen kulturellen Umfeld und litt unter Piraterie und unlauterem Wettbewerb. Nach fünf Jahren des Bestehens war er kein
Kanal mehr mit internationalem Anspruch wie ursprünglich entworfen, sondern eher ein Sender mit regionalem Bezug, der darum bemüht war, sich noch deutlicher durch seine Unterschiede und Besonderheiten von anderen Sendern zu unterscheiden.

## Übernahme durch den Staat
Sieben Jahre nach Gründung zogen sich die Hauptaktionäre SOREAD und ONA, die in finanzielle Schwierigkeiten geraten waren, aus der operativen Verantwortung zurück, woraufhin der Kanal vom marokkanischen Staat als Mehrheitseigner mit 68 % übernommen wurde.

## Heute
Nach der Ausweitung des Sendegebietes auf das gesamte marokkanische Staatsgebiet in den späten 1990er Jahren löste 2M einen echten Boom in der marokkanischen Medienlandschaft aus und ist heute einer der meistgesehenen nordafrikanischen Sender.

## Hauptsitz
Der Hauptsitz befindet sich in Casablanca (Marokko), im Gewerbegebiet Ain Sebaa.

## 2M in Zahlen
- 500 Mitarbeiter
- Abdeckung: 80 % der Bevölkerung
- Kapital: 302.371.500 Marokkanische Dirham, 68 % im Besitz des marokkanischen Staates, der Rest im Besitz von Privatanlegern